# Albi di Akim
Albi della serie Akim, pubblicati in Italia dal 1950 al 1967 e ripresi poi tra il 1976 e il 1983 dalle case editrici italiane Altamira e Quadrifoglio.

## AKIM il figlio della jungla - albo Gioiello - prima serie a strisce (1950-1951)
Serie pubblicata settimanalmente dal 10 febbraio 1950 (n. 1) al 28 dicembre 1951 (n. 99) in formato a striscia singola (cm 16,7x7,9) a 32 pagine in bianco e nero.
| 1950 | 1951 |
| --- | --- |
| 1. Il figlio della jungla 2. L'isola delle scimmie 3. Olak il gorilla 4. Farg la pantera 5. La grande barriera 6. Il regno dell'ignoto 7. L'invasione dei mostri 8. Il tradimento di Farg 9. Fiamme nella jungla 10. La sconfitta dei mostri 11. In trappola 12. La bocca di fuoco 13. Alla riscossa 14. La grotta della morte 15. I nani della foresta 16. Jungla in rivolta 17. L'abisso 18. La valle dimenticata 19. La fossa dei leoni 20. Jux il tiranno 21. Il vecchio schiavo 22. Nell'arena 23. La condanna di Rita 24. I ribelli della foresta 25. Il bastione del sole nascente 26. Ritorno nella jungla 27. Tom il cacciatore 28. Verso la civiltà 29. Il gorilla bianco 30. Il terrore della jungla 31. I due rivali 32. La sorgente azzurra 33. La regina eterna 34. L'uomo del passato 35. L'orribile tranello 36. La preda umana 37. La fiamma che non brucia 38. La tempesta 39. Il bottino 40. I due banditi 41. La cassetta misteriosa 42. Caccia all'uomo 43. Il messaggio interrotto 44. La figlia del professore 45. L'agente segreto 46. La formula contesa 47. La pianta della morte | 48. Salvataggio estremo 49. Il tam-tam misterioso 50. Il marinaio traditore 51. Katu il selvaggio 52. L'isola dei Canaki 53. La grotta dei sacrifici 54. Il capo dei cannibali 55. La conquista del villaggio 56. Il re dei Sadoa 57. La fuga di Sandoz 58. Il tesoro del capitano 59. Akim ritorna 60. Il gigante nero 61. L'imboscata 62. Il rogo 63. La riconquista 64. Il falso stregone 65. La sorgente avvelenata 66. La barriera rocciosa 67. La fine di Takis 68. La nave scomparsa 69. Lo scienziato pazzo 70. La grotta verde 71. L'ordigno infernale 72. Bolkan il terribile 73. Le rocce misteriose 74. La vittoria di Karloff 75. L'ultima speranza 76. Il rivale di Akim 77. L'incontro 78. La sconfitta di Akim 79. Il nuovo re 80. Il deserto delle nebbie 81. Il generale Samura 82. Il falso gorilla 83. Inseguimento nella notte 84. Tanaka il traditore 85. La fabbrica degli aerei 86. Logar riappare 87. I pirati del cielo 88. Il cielo della morte 89. Allarme aereo 90. Pioggia di fuoco 91. La jena gialla 92. Logar alla riscossa 93. Akim in prigione 94. Il re degli orsi 95. Falsa accusa 96. Indagini pericolose 97. Sulle tracce del colpevole 98. Giustizia trionfa 99. Drammatico ritorno |

## AKIM il figlio della jungla - albo Gioiello - seconda serie a strisce (1952-1967)
Serie pubblicata settimanalmente dal 3 gennaio 1952 (n. 1) al 31 marzo 1967 (n. 795) in formato a striscia singola (cm 16,7x7,9) a 32 pagine in bianco e nero dal n. 1 al n. 291 e a 40 pagine dal n. 292 al n. 795. In appendice comparivano storie di Dix (dal n. 292 al n. 330), Rajmu (dal n. 331 al n. 420), Billy, il piccolo trombettiere (dal n. 421 al n. 486), Fulgor (dal n. 487 al n. 646), Aquila Rossa (dal n. 647 al n. 795) e vari racconti.
| 1952 | 1953 | 1954 | 1955 |
| --- | --- | --- | --- |
| 1. Il redivivo 2. Il piccolo Akim 3. Il principe della foresta 4. Il fanciullo conteso 5. La trappola diabolica 6. Alla ricerca della verità 7. L'inganno 8. L'esploratore scomparso 9. Giustizia è fatta 10. Il segreto del monte 11. Il re delle rocce 12. Il fiore della pazzia 13. Lo smemorato 14. Jim contro Akim 15. La strega 16. Il filtro magico 17. La cattura di Akim 18. Battaglia decisiva 19. La valle degli scheletri 20. Doppio gioco 21. La grande vittoria 22. La frana 23. Il naufragio 24. Akim contro l'uomo ombra 25. Il nemico invisibile 26. Ombre nella jungla 27. La prova infernale 28. Il siero del terrore 29. La scomparsa degli animali 30. Prigionieri della palude 31. La grande lotta 32. L'inondazione 33. Oro liquido 34. Battaglia per la vita 35. Villaggio di Kaiva 36. Il ritorno di Jim 37. La prigioniera 38. La risposta di Rumor 39. Senza scampo 40. Il mostro 41. All'ultimo istante 42. I due buffoni 43. Nella jungla nera 44. Inseguimento 45. Il tradimento del gorilla 46. Fra le rocce 47. Il capo dei ribelli 48. La pianta vampiro 49. Il terribile Sulky 50. Falso allarme 51. I diavoli della jungla 52. Sulky non dimentica | 53. I serpenti della foresta 54. Frecce avvelenate 55. Akim contro Sulky 56. Il liquido infernale 57. La riscossa delle aquile 58. Nel covo del nemico 59. La disfatta di Sulky 60. Il misterioso regno di Jabor 61. Gli idoli di roccia 62. Passaggio segreto 63. L'imperatore di Jabor 64. L'esercito dei mongoli 65. I prigionieri bianchi 66. Incredibile impresa 67. Il generale Alikan 68. La rivolta 69. L'impresa di Zig 70. La carica dei bufali 71. I nani della palude 72. L'assedio 73. Il lago dei serpenti 74. Il tesoro di Jabor 75. Gli amici della jungla 76. Il re dei nani 77. Il solitario della montagna 78. Senza scampo 79. I due sconosciuti 80. La tribù dei cannibali 81. Eredità contesa 82. Il re dei Mago-mago 83. Tutti contro Akim 84. Agguato mortale 85. Il ritorno del piccolo Akim 86. Battaglia sul fiume 87. La grotta del mistero 88. Akim deve obbedire 89. Il laboratorio segreto 90. La fuga di Jim 91. Il professor Cirus 92. Secondo tentativo 93. La formula infernale 94. Jim interviene 95. Il siero della verità 96. La sconfitta di Dunkan 97. La nave misteriosa 98. I pirati della notte 99. Polvere mortale 100. Il naufrago 101. L'isola dei pirati 102. La difesa della jungla 103. Akim contrattacca 104. Il cimitero delle navi | 105. La città sommersa 106. La baia della morte 107. L'ultimo pirata 108. Gli uomini dell'abisso 109. Le voragini infernali 110. Il misterioso regno di Mok 111. Il genio dell'abisso 112. Lotta nella caverna 113. Jim non ha paura 114. Assedio mortale 115. Mok non si arrende 116. La falsa pista 117. La grotta del sonno eterno 118. Inutile attesa 119. Il dominatore di foreste 120. La rivolta delle scimmie 121. La disfatta 122. Jungla pericolosa 123. Il rapimento 124. Il re delle rocce 125. L'attacco dei serpenti 126. Spedizione misteriosa 127. La bomba H 128. La morte invisibile 129. Il raggio della morte 130. L'elemento infernale 131. Il misterioso Mr. Z 132. L'arma diabolica 133. Lotta serrata 134. La montagna distrutta 135. Tentativo estremo 136. La catastrofe 137. Nel campo nemico 138. L'avventura di Zig 139. Fratelli della jungla 140. Battaglia decisiva 141. Il vecchio domatore 142. Forza bruta 143. Il piano di Alex 144. Il cerchio si stringe 145. Il nemico implacabile 146. Il dominio di Stark 147. Barriera di fuoco 148. Il leone si difende 149. Difficile impresa 150. Il mostro della palude 151. Missione pericolosa 152. Lotta di giganti 153. Alla ricerca del nemico 154. Prigionieri dell'abisso 155. Carica esplosiva 156. La morte silenziosa 157. Alex scompare                                      | 158. I selvaggi Sakudi 159. Battaglia nella radura 160. La fuga di Stark 161. L'inseguimento 162. I due giganti 163. La foresta morta 164. L'assedio di selvaggi 165. La grande trappola 166. Inferno di fuoco 167. La grande eruzione 168. Gli uomini delle caverne 169. Ganur l'implacabile 170. La beffa di Akim 171. Il falso negro 172. Verso l'abisso 173. Il terrore degli elefanti 174. Un gorilla in città 175. La prigione di roccia 176. Agguato sul fiume 177. L'albero della morte 178. Battaglia fra i rami 179. Seguendo le tracce 180. La grotta di ostaggi 181. Nel campo nemico 182. Terribile messaggio 183. Nella grande città 184. Albergo Africa 185. La tigre del Bengala 186. Le indagini di Zig 187. La banda del Ragno Nero 188. Salto nel vuoto 189. L'isola deserta 190. Battaglia fra gli scogli 191. Due formidabili amici 192. Attacco finale 193. L'uomo dal cappuccio 194. L'accampamento distrutto 195. Cacciatori di pescicani 196. La stella polare 197. Il figlio del gran capo 198. Battaglia nella jungla 199. La carica dei rinoceronti 200. Lo scoglio verde 201. La belva del mare 202. Il guardiano del tesoro 203. La liana recisa 204. Il mostro degli abissi 205. Lotta sul fondo 206. Agguato sulla spiaggia 207. Una sfida singolare 208. Nel cratere del vulcano 209. Il misterioso «K» |
| 1956 | 1957 | 1958 | 1959 |
| 210. Operazione Terra 211. Lotta senza speranza 212. La disfatta dei marziani 213. L'assalto dei leoni 214. Caccia ai diamanti 215. I selvaggi della palude 216. Agguato nel cratere 217. Sotto la frana 218. Kar in gabbia 219. Caccia ai fuggitivi 220. Riconquista dei diamanti 221. La porta sbarrata 222. Il gigante 223. Schiavi di Takos 224. La valle segreta 225. La radura della morte 226. Villaggio inaccessibile 227. La tribù scomparsa 228. La galleria allagata 229. Il volo di Akim 230. Nel covo di Takos 231. Caccia all'uomo 232. Prigionieri nella valle 233. La grotta del mostro 234. Il lago dei coccodrilli 235. Strapiombo della morte 236. Abisso invalicabile 237. La bomba volante 238. Scarica mortale 239. Arrivano i Tokiti 240. Il rifugio di Takos 241. Prigioniero pericoloso 242. Lotta crudele 243. Uomini dal cielo 244. La grande impresa 245. La foresta sconosciuta 246. Corrente impetuosa 247. La città dei ribelli 248. La figlia del re 249. Nel covo di Aliman 250. Il castello di roccia 251. Allarme nella valle 252. Il re prigioniero 253. Drammatico salvataggio 254. La gola del lupo 255. I falso mercante 256. L'antiquario 257. L'amico di Akim 258. Passaggio segreto 259. L'assedio 260. A colpi di cannoni 261. Disperato appello                                                         | 262. Salvezza dal cielo 263. Le catapulte 264. Il trionfo di Akim 265. Il mistero della jungla 266. La grande sciagura 267. La mina Z 268. Secondo esperimento 269. 20 minuti d'angoscia 270. Sotto il fuoco 271. L'arma più potente 272. Il sacrificio di Kar 273. Impresa eroica 274. Carri armati nella jungla 275. La foresta devastata 276. La seconda esplosione 277. L'esercito di Akim 278. L'ultima prova 279. La cattura di Kodor 280. Estremo istante 281. Passeggero clandestino 282. Kid il mancino 283. Il re dei selvaggi 284. Il raduno dei capi 285. Il falso selvaggio 286. Akim contro Motimbo 287. Il villaggio distrutto 288. Pietre fiammeggianti 289. La carovana delle armi 290. Il tenente Morrison 291. Lotta contro la belva 292. Battaglia nella radura 293. La sfida delle aquile 294. La grande esplosione 295. Attacco notturno 296. L'ostaggio di Motimbo 297. Prigioniero del vulcano 298. La morte apparente 299. Gli spiriti della foresta 300. L'orango pazzo 301. La riscossa 302. Lotta nelle grotte 303. Battaglia finale 304. Un nuovo mistero 305. Il piccolo sovrano 306. Il tesoro della corona 307. Nel covo del nemico 308. L'oasi di Rankol 309. Zig ha sete 310. Alì l'usurpatore 311. La grande sfinge 312. Rifugio segreto 313. Agguato mortale | 314. La belva del deserto 315. Il tesoro dei faraoni 316. Nella tana del leone 317. Il mago 318. La stella verde 319. La valle del grande idolo 320. Il grande abisso 321. La disfatta di Alì 322. Notte di terrore 323. Conquistatori d'infinito 324. Il prigioniero segreto 325. La figlia di Harwin 326. L'uomo del mistero 327. L'esperimento «Z-3» 328. Prigione nella grotta 329. Akim scompare 330. Esperimento fallito 331. La grande valanga 332. Il re dei coccodrilli 333. I figli della jungla 334. L'ultima carta 335. Sei colpi di pistola 336. Incredibile scommessa 337. Il nemico ignoto 338. Il terribile Malok 339. La guerra dei Katambi 340. Assalto al villaggio 341. Notte di fuoco 342. I gorilla attaccano 343. I selvaggi della palude 344. Il terribile Juk 345. Lotta col mostro 346. Il villaggio sull'acqua 347. Dura lezione 348. Partenza improvvisa 349. Prigioniero volontario 350. La casa sulla scogliera 351. Drammatica corsa 352. L'ultimo istante 353. La busta misteriosa 354. Fuochi artificiali 355. Quando sorge la luna 356. Messaggio misterioso 357. La sorgente rossa 358. La grotta nascosta 359. Lo stregone Bantù 360. Rifugio segreto 361. Medicina misteriosa 362. Preso al laccio 363. La tana di Rag 364. Una luce nella notte 365. Inseguimento senza respiro                                                 | 366. I due corvi 367. L'ultimo ostacolo 368. Naufragio sulla scogliera 369. Il villaggio distrutto 370. L'ombra del mostro 371. Pioggia di macigni 372. Orribile visione 373. Ciclope della jungla 374. Il grande lago 375. Notte di terrore 376. L'isola del mostro 377. Garf la pantera 378. Fra due fuochi 379. Pozzo dei prigionieri 380. Drammatica cattura 381. La rivincita di Baroi 382. Le lance di pietra 383. Akim e il mostro 384. Lotta senza speranza 385. Il nuovo re della foresta 386. Salto nel vuoto 387. Catene spezzate 388. Il grande incontro 389. Il ritorno di Akim 390. La piena del fiume 391. Il ritorno di Terror 392. La città morta 393. I gorilla bianchi 394. L'invasione della jungla 395. La trappola degli elefanti 396. Il rifugio di Rita 397. La calata degli orsi 398. I selvaggi del monte 399. Battaglia decisiva 400. La neve eterna 401. Il professor Tabor 402. Il prigioniero di Akim 403. Terribile notte 404. L'isola dei lupi 405. Cella M32 406. Segnale d'allarme 407. Notte sul mare 408. Il ritorno di Akim 409. Segnale di soccorso 410. Fuga dall'isola 411. Il grande prigioniero 412. Isola in fiamme 413. Tabor riappare 414. Akim contro la polizia 415. Esperimento decisivo 416. Solo contro tutti 417. La sconfitta di Tabor                                               |
| 1960 | 1961 | 1962 | 1963 |
| 418. Nel vuoto 419. L'usurpatore della jungla 420. L'avversario misterioso 421. Terribile nemico 422. La gola delle tenebre 423. Il volto del nemico 424. Il grande tamburo 425. Il regno dell'oscurità 426. Il pozzo della morte 427. Battaglia nelle tenebre 428. Tun il re dei gufi 429. Fiamme nel buio 430. Cortina di fuoco 431. Gli uomini leopardo 432. La cattura 433. Il grande idolo 434. Colpo di scena 435. La voragine circolare 436. Zattera della morte 437. I falsi gorilla 438. Grida nella notte 439. Lotta con gli squali 440. Il tradimento del capitano 441. La febbre di Terror 442. Il dottor Akim 443. L'incendio della foresta 444. Segnali di fumo 445. L'ombra sulla roccia 446. Giustizia è fatta! 447. Incredibile scomparsa 448. Il misterioso nemico 449. La fuga del prigioniero 450. Il racconto del sergente 451. La città fantasma 452. Il pozzo dei condannati 453. Campo minato 454. Misterior 455. La trappola sotterranea 456. Terribile condanna 457. L'impresa di Kar 458. Forza sovrumana 459. Luce abbagliante 460. L'incredibile balzo 461. A colpi di pietra 462. Pioggia di fuoco 463. L'ultimo volo 464. Il velivolo della morte 465. Pozzo di coccodrilli 466. L'orso delle caverne 467. Profumo che stordisce 468. Fiori della dolce morte 469. Catastrofe di Atlantide 470. Il deserto di roccia | 471. Il rifugio di Misterior 472. Duello selvaggio 473. La riscossa di Misterior 474. Gli insetti voraci 475. Acido solforico 476. I mostri della città deserta 477. Gli schiavi di Misterior 478. Battaglia coi mostri 479. Terribile incontro 480. Il piano di Jim 481. La scomparsa di Kar 482. Il falso gorilla 483. 15 minuti sotto zero 484. Attacco dal cielo 485. La nave deserta 486. Lo squalo tigre 487. La tigre dell'isola 488. Siluro a prua 489. I due naufraghi 490. Il villaggio degli Askid 491. La grande zattera 492. Kar in azione 493. Il principe tigre 494. Trappola a gas 495. Il siluro umano 496. L'isola dei selvaggi 497. Il piccolo cratere 498. La grande sete 499. Caccia sull'isola 500. Il terribile ostacolo 501. Bersaglio irraggiungibile 502. Gioco d'astuzia 503. Il volto della tigre 504. Volo nello spazio 505. Il gorilla Amok 506. Lotta nel fango 507. Il villaggio distrutto 508. Gorilla prigioniero 509. La foresta tabù 510. La grande buca 511. Selvaggi all'attacco 512. La radura di fango 513. Terribili sorprese 514. Inutile inseguimento 515. Prigioniera nella grotta 516. La furia di Akim 517. La trappola di roccia 518. I due mostri 519. La radura circolare 520. Canale incandescente 521. L'abisso inaccessibile 522. Il patto di Terror | 523. Lotta di giganti 524. Epica battaglia 525. La fine del gigante 526. Abitanti del Gran Monte 527. Il viaggio di Terror 528. Il rifugio di Farg 529. Il re degli Jaki 530. Battaglia sull'abisso 531. Il saggio Tunk 532. Marcia verso la foresta 533. La schiera di Terror 534. Il re della palude 535. Battaglia decisiva 536. Polizia in allarme 537. Il villaggio abbandonato 538. L'arma misteriosa 539. Il raggio demolitore 540. Atomix 541. Il nemico imbattibile 542. Il muro magnetico 543. Il serpente dei ghiacci 544. Lo sbarramento invisibile 545. La grotta assediata 546. Akim contro Atomix 547. Pioggia di bombe 548. Vigile attesa 549. La valle di Atomix 550. Fantastica galoppata 551. Antiakim 1° 552. Tutti per Akim 553. Il mostro d'acciaio 554. Jim prende il comando 555. Operazione trappola 556. Due terribili nemici 557. La foresta congelata 558. Esplosione nella grotta 559. Le piante vampiro 560. Gli uomini pantera 561. La cortina di fiamme 562. La pantera di granito 563. L'abisso insuperabile 564. L'impresa di Rita 565. La grotta di fuoco 566. Il messaggero di Kawany 567. Il terribile boomerang 568. L'idolo parlante 569. La grotta dell'oro 570. La trappola elettrica 571. La voce dell'idolo 572. Caccia al fuggitivo 573. Il grande salto 574. L'agguato dei Kawany                                        | 575. Richiesta di resa 576. Prigioniero pericoloso 577. La grande caccia 578. Agguato nella baia 579. La marcia degli agguati 580. Jim alla riscossa 581. Battaglia navale 582. Fidel il forte 583. Il capo Mulok 584. La prigione di Rita 585. La palude sotterranea 586. Villaggio in fiamme 587. La carriera del campione 588. L'avversario di Fidel 589. I prigionieri di Mulok 590. La terribile ondata 591. Una trappola per Akim 592. Partenza obbligata 593. Il campione si prepara 594. La possente barriera 595. Akim in città 596. Barba finta 597. I due amici 598. Resa dei conti 599. Sul ring 600. La foresta sommersa 601. Mistero sui monti 602. Il lago asciutto 603. L'idolo d'oro 604. I guerrieri della morte 605. Il grande esodo 606. La liana spezzata 607. I monti neri 608. Il segreto di Litan 609. Goliax l'uomo di ferro 610. Goliax contro Akim 611. L'idolo distrutto 612. La valle nascosta 613. Il grande nemico 614. Akim accetta la sfida 615. Ombre nella notte 616. La scimmia pazza 617. La fuga di Jim 618. Il re prigioniero 619. Il traditore 620. I due soci 621. Lavoro forzato 622. Una strana alleanza 623. Il falso esploratore 624. L'isola della solitudine 625. La belva del picco 626. La pianta solitaria                                                                             |
| 1964 | 1965 | 1966 | 1967 |
| 627. Impresa notturna 628. Jim contro Goliax 629. Lotta nell'acqua 630. Gli amici dell'oceano 631. La grande traversata 632. Rita e i coccodrilli 633. Il gorilla fedele 634. Aprite il fuoco 635. La sorgente verde 636. Nella rete 637. La disfida 638. L'arma di Goliax 639. Il razzo impazzito 640. Lo stregone dei Kunù 641. Caccia al missile 642. Nella grande palude 643. Il lungo sonno 644. La piroga bianca 645. L'idolo di roccia 646. I selvaggi della montagna 647. Il crepaccio 648. L'ordigno nucleare 649. Zig interviene 650. All'ultimo istante 651. Fuoco a bordo 652. Il misterioso vecchio 653. La valle dei fiori rossi 654. Il castello fra le rocce 655. Kadabras 656. La sala dei mille costumi 657. Il mostro d'acciaio 658. Il fiume di ghiaccio 659. Il passaggio segreto 660. Lotta senza quartiere 661. La catapulta volante 662. L'esplosione 663. I due falsi selvaggi 664. La sfera della fedeltà 665. Prigioniero di Kadabras 666. I due orsi 667. Luci nelle tenebre 668. Acqua bollente 669. Fuga dal castello 670. Orme nella cenere 671. Il richiamo misterioso 672. La porta d'acciaio 673. La foresta artificiale 674. L'ultrafono di Kadabras 675. Solo contro tutti 676. Gli alleati di Rita 677. La parete di vetro 678. Fuga disperata                                                                 | 679. La rete di ferro 680. La sconfitta di Kadabras 681. La storia di Sansone 682. Atterraggio nella radura 683. Il rifugio di Kadabras 684. Sansone contro Akim 685. La prima battaglia 686. La valle dell'avvoltoio 687. Lotta disperata 688. La prigioniera dei Madok 689. Sansone contro i selvaggi 690. Pioggia di macigni 691. Spedizione notturna 692. Il pozzo dei prigionieri 693. Gli schiavi di Sansone 694. Fuga interrotta 695. L'impresa di Akim 696. La rivincita del re della foresta 697. Il misterioso Notar 698. Improvvisa inondazione 699. La valle dei Lucas 700. Difficile attraversata 701. Il villaggio degli Akani 702. Nel covo del nemico 703. Sotterraneo segreto 704. L'isola della morte 705. Naufragio nella palude 706. Il tesoro della regina Mituna 707. La prigioniera del fiume 708. Fiamme nel villaggio 709. Il fuoco della verità 710. La prova suprema 711. Il ritorno della regina 712. Appuntamento nella valle 713. La rupe verde 714. Mistero nel deserto 715. I due prigionieri 716. La valle delle scimmie 717. Viaggio verso l'ignoto 718. La cattura 719. Zig contro tutti 720. Il piano di Dok 721. Trappola sotterranea 722. Pioggia bollente 723. Valanga d'acqua 724. Il deserto di fango 725. Tentativo fallito 726. Akim alla riscossa 727. Lotta nel fango 728. Fuga nel deserto 729. Battaglia fra le dune 730. Bombardamento misterioso 731. L'isola in fiamme | 732. Inutile tentativo 733. Preparativi misteriosi 734. Passaggio sotterraneo 735. La grande ondata 736. La prova del fuoco 737. Il mistero del fiume 738. I tre invulnerabili 739. Il richiamo di Damok 740. Terribile minaccia 741. Indomito coraggio 742. La trappola esplosiva 743. La prigioniera dei Cycom 744. La figlia di Gordon 745. Battaglia fra le capanne 746. Trasformazione 747. Fiamme nella foresta 748. La caverna dell'aquila 749. Il segreto di Rita 750. Il cratere della morte 751. All'ultimo istante 752. I microsuoni 753. Il cerchio si stringe 754. Il sotterraneo verde 755. Nel covo di Damok 756. L'assedio degli invulnerabili 757. Estremo comando 758. L'uomo più ricco del mondo 759. Incendio a bordo 760. I due avventurieri 761. Intricata vicenda 762. Il cugino Fox 763. Il prigioniero dei Tika 764. Atterraggio pericoloso 765. Il miliardario rapito 766. Agguato dal cielo 767. Tuffo verso la morte 768. All'ultimo istante 769. La nave fantasma 770. La barca degli schiavi 771. I draghi verdi 772. Il terribile agguato 773. La gritta degli schiavi 774. Battaglia a bordo 775. Il prigioniero dei negrieri 776. Lotta sulla scogliera 777. Esplosione a bordo 778. Le cassette misteriose 779. Pioggia di bombe 780. Sotterraneo della morte 781. Messaggero per Akim 782. Impresa notturna 783. La stella azzurra | 784. La figlia di Mr. Roberts 785. Battaglia navale 786. Lotta sulla costa 787. La fuga dei negrieri 788. L'ultimo combattimento 789. Il segreto degli elefanti 790. Il tesoro del tempio 791. I selvaggi Tibar 792. La figlia del capo 793. La strada segreta 794. L'elefante bianco 795. La valle tremante Ed. Tomasina termina le pubblicazioni. Ed. Mercury riprende le pubblicazioni dalla serie francese (2014): 796. Il tradimento di Craig 797. Il tesoro maledetto |

### Supplementi adAlbo Gioiello
Sono stati pubblicati cinque numeri come supplemento alla serie regolare.
| Titolo | Titolo                      | suppl. ad Albo Gioiello n. |
| ------ | --------------------------- | -------------------------- |
| [1]    | La grande avventura di Akim | 51                         |
| [2]    | Le spie della jungla        | 83                         |
| [3]    | Akim va in città            | 101                        |
| [4]    | Il tesoro della jungla      | 120                        |
| [5]    | Il carico d'oro             | 210                        |

### Akim Gigante
Questa serie ristampa le strisce pubblicate nelle due serie di "AKIM il figlio della jungla - albo Gioiello" integrandole con storie inedite in un formato spillato simile ai bonellidi.
| SERIE                                 | CONTENUTI | periodo                                                          | periodicità | formato  | numero pagine                                                                              | prezzo   |
| ------------------------------------- | --- | ---------------------------------------------------------------- | --- | -------- | ------------------------------------------------------------------------------------------ | -------- |
| AKIM GIGANTE - Prima serie albo       | Ristampa della prima serie "AKIM il figlio della jungla - albo Gioiello" dei numeri dal primo al 150 (3 numeri per albo) negli albi dal n.1 al n.78 ed episodi inediti negli albi dal n.79 al n. 98. Nei numeri 99 e 100 sono ristampate strisce della seconda serie. Elenco delle avventure inedite (il titolo appare solo sugli albi con numero pari): - 79/80 - L'incubo della jungla - 81/82 - Il prigioniero della grotta verde - 83/84 - Il terribile Karwel - 85/86 - La morte viene dal cielo - 87/88 - I selvaggi dell'inferno verde - 89/90 - Solo contro tutti - 91/92 - I diamanti della foresta - 93/94 - La tigre reale (questa storia venne pure riproposta in appendici di copertina) - 95/96 - Il gorilla ribelle - 97/98 - I banditi della grande baia | pubblicata dal 6 giugno 1954 (n. 1) al 9 settembre 1956 (n. 100) | settimanale | 17x24 cm | 32 in bianco e nero + copertina                                                            | 50 Lire  |
| AKIM GIGANTE - seconda serie albo     | Ristampa della prima serie "AKIM il figlio della jungla - albo Gioiello" e poi della seconda fino al n. 264 (3 numeri per albo) ed episodi inediti (dal n.84 al n.121). Presenta le ristampe di tutte le strisce della prima serie e poi della seconda fino al n. 264. | pubblicata dal 1º ottobre 1956 (n.1) al 20 giugno 1960 (n.121)   | quindicinale (dal n.1 al n.32) e decadale (dal n.33 al n.121)                                                                                                  | 17x24 cm | 32 magenta + copertina (da n.1 a n.60) e 32 in bianco e nero + copertina (da n.61 a n.121) | 50 Lire  |
| supplementi ad AKIM GIGANTE           | Nuova edizione di due supplementi ad "AKIM il figlio della jungla - albo Gioiello". 1. "Le spie della jungla" - supplemento al n.66 del 10 dicembre 1958 2. "Akim va in città" - supplemento al n.68 del 1º gennaio 1959 |                                                                  | | 17x24 cm |                                                                                            |          |
| AKIM GIGANTE - terza serie albo       | Ristampa con 3 strisce per albo delle strisce della prima serie e poi della seconda fino al n. 351. Fino al n. 121 le copertine sono le stesse della serie precedente, dal n. 122 in poi sono inedite. | pubblicata dal 1º luglio 1960 (n.1) al 20 agosto 1964 (n.150)    | decadale (gli albi venivano regolarmente pubblicati i giorni 1, 10 e 20 di ogni mese anche se nei primi fascicoli venne indicato "pubblicazione quindicinale") | 17x24 cm | 32 in bianco e nero + copertina                                                            | 50 Lire  |
| AKIM GIGANTE - quarta serie albo      | ristampa con 3 strisce per albo identica alla serie precedente anche nelle copertine, presenta le ristampe delle strisce dalla n. 1 della prima serie fino alla n.177 della seconda serie. | pubblicata dal 1º settembre 1964 (n. 1) al 20 marzo 1967 (n. 92) | decadale | 17x24 cm | 32 in bianco e nero + copertina (48 pagine + copertina solo il primo numero)               | 50 Lire  |
| AKIM GIGANTE - nuova serie (5ª serie) | ristampa con 3 strisce per albo numeri, Nei primi 7 numeri prosegue le ristampe delle strisce della seconda serie iniziata nella serie precedente degli albi giganti, cominciando quindi dalla n. 178 e quindi questi albi hanno contenuto identico a quelli della terza serie gigante, dal n.93 alle prime pagine del n.107. La ristampa (6 strisce per albo) viene portata avanti fino alla conclusione della storia, ossia alla striscia n. 220. Nell'albo n. 8 riprende invece improvvisamente la serie progressiva delle ristampe delle strisce della seconda serie sospesa nell'albo gigante n. 150 della terza serie gigante, ma la prima striscia che viene riproposta, a sorpresa, è la n. 370 ("L'ombra del mostro"), e non la n. 352. Quindi ristampa delle strisce dalla n.352 alla n.369 fu dimenticata in questa quinta serie gigante. Quella delle strisce della seconda Serie andrà avanti fino alla ripresentazione della n.558 nell'albo n.45 (codesta striscia, intitolata "Esplosione nella grotta", venne in realtà tagliata alla pag. 29, mancano quindi quelle da 30 a 32, perché l'editore, firmandosi Marino de Muscin anziché Marino Tomasina, riservò l'ultima pagina dell'albo ad un avviso di cessazione non solo della collana ma dell'intera propria attività, dopo "23 anni consecutivi"). Dal n.33 in avanti, le prime trentadue pagine dell'albo ripropongono otto delle dieci storie inedite apparse nella I serie degli albi giganti, più altre avventure pubblicate in diverse forme. Ecco il dettaglio. - 33 - L'incubo della jungla (dalla I serie di Akim Gigante) - 34 - La grande avventura di Akim (supplemento al n. 51 dell'Albo Gioiello, 1952, storia riproposta successivamente a puntate in appendici di copertina; per esempio in quarta di copertina della II serie di Akim Gigante, dal n. 1 al n. 34) - 35 - Il terribile Karwel (dalla I serie di Akim Gigante) - 36 - Akim va in città (supplemento al n. 68 di Akim Gigante II serie, 1959, storia riproposta successivamente a puntate in appendici di copertina) - 37 - La morte viene dal cielo (dalla I serie di Akim Gigante) - 38 - Il tesoro della jungla (storia apparsa precedentemente a puntate in appendici di copertina) - 39 - Le spie della jungla (supplemento al n. 66 di Akim Gigante II serie, 1958, storia riproposta successivamente a puntate in appendici di copertina) - 40 - Il carico d'oro (supplemento al n. 210 dell'Albo Gioiello, 1956, storia riproposta successivamente a puntate in appendici di copertina) - 41 - I banditi della grande baia (dalla I serie di Akim Gigante) - 42 - Il prigioniero della grotta verde (dalla I serie di Akim Gigante) - 43 - Solo contro tutti (dalla I serie di Akim Gigante) - 44 - I diamanti della foresta (dalla I serie di Akim Gigante) - 45 - Il gorilla ribelle (dalla I serie di Akim Gigante). | pubblicata dal 1º aprile 1967 (n.1) al 28 ottobre 1968 (n. 45)   | quattordicinale (dal n.1 a al n.32) e decadale (dal n.33 a al n.45)                                                                                            | 17x24 cm | 64 in bianco e nero + copertina (48 pagine + copertina solo il primo numero)               | 100 Lire |

## Akim - Editrice Altamira (1976-1980)
Serie di 48 numeri pubblicata mensilmente in formato bonellide (16x21 cm) dal 96 pagine in bianco e nero, dall'editrice Altamira dal Giugno 1976 al Maggio 1980. Il primo numero è una storia inedita mentre le altre sono storie realizzate per il mercato francese e tradotte in italiano, scritte da Roberto Renzi e disegnate da Augusto Pedrazza e Pini Segna (da n.44 a n.46 e n.48).
- 01 — Akim
- 02 — La scimmia bianca
- 03 — La città d'oro
- 04 — L'isola senza tempo
- 05 — Gli uomini falco
- 06 — Morte nella laguna
- 07 — I vikinghi
- 08 — Appuntamento con la morte
- 09 — La fonte dell'eternità
- 10 — Il sole nero
- 11 — Il terrore viene con la pioggia
- 12 — I giganti della montagna
- 13 — Il tesoro del lago
- 14 — I mercenari
- 15 — La furia di Kar
- 16 — La principessa scomparsa
- 17 — Gli adoratori del fuoco
- 18 — Nel regno dei Tunga
- 19 — Gli uomini di ferro
- 20 — Il grande duello
- 21 — Sfida al re della giungla
- 22 — Si salvi chi può!
- 23 — La vendetta dello stregone
- 24 — Il sicario
- 25 — Il muro di fiamme
- 26 — I cavalieri della morte
- 27 — Gli alberi vampiro
- 28 — La freccia avvelenata
- 29 — La fossa degli scheletri
- 30 — Il falso messaggio
- 31 — Il popolo delle scogliere
- 32 — L'ultimatum
- 33 — Le folgori rosse
- 34 — La tela del ragno
- 35 — Il signore delle tenebre
- 36 — La bomba azzurra
- 37 — Kobra!
- 38 — Il diamante lunare
- 39 — Base spaziale
- 40 — Il cimitero degli elefanti
- 41 — Il nemico sconosciuto
- 42 — Il serpente rosso
- 43 — Le pietre sacre
- 44 — La regina della galassia
- 45 — Le spade di ghiaccio
- 46 — Caccia al tesoro
- 47 — La terra delle iguane giganti
- 48 — Il tiranno dell'isola

| N° | Titolo e data di uscita                     | Riassunto |
| -- | ------------------------------------------- | --- |
| 1  | Akim giugno 1976                            | Il piccolo superstite di una tragedia aerea avvenuta nella giungla africana viene allevato dai gorilla, che gli danno il nome "Akim", che significa "La scimmia bianca". Divenuto un giovane vigoroso, insieme al gorilla Kar, suo amico fraterno, Akim salva la vita a Rita Turner, venuta nella giungla alla ricerca dello zio. La donna decide di restare accanto ad Akim e condividerne la vita selvaggia. |
| 2  | La scimmia bianca luglio 1976               | Karl Morgan organizza un agguato in cui trovano la morte i cugini Robert e Clarissa Morgan. Dall'incendio della loro fattoria si salva però il figlio Jim, che viene salvato e condotto alla capanna di Akim, che insieme a Rita adotta il ragazzo. Il re della giungla comincia a indagare, e scoperte le armi da fuoco della tribù Magar riesce a ricostruire e a sventare il piano criminoso con cui Morgan puntava a diventare erede universale di una fortuna che spettava a Jim e ai suoi genitori. |
| 3  | La città d'oro agosto 1976                  | Una spedizione guidata da due occidentali tenta la scalata al "Grande tamburo", enigmatica formazione rocciosa cilindrica, con un altipiano sulla sommità. I misteriosi abitanti della sommità, i Dukamby ("Uomini d'oro"), si svelano pochi giorni dopo giungendo sino ad Akim, con una richiesta d'aiuto: l'erede al trono Khind è fuggito dal palazzo scendendo nella foresta, per scoprire il mondo esterno. Ciò, nonostante la legge dei Dukamby punisca con la morte chi varca i confini del regno. Il re della giungla si mette all'opera e riesce a liberare il ragazzo, caduto nelle mani di avventurieri desiderosi di depredare la città d'oro.                                                    |
| 4  | L'isola senza tempo settembre 1976          | Una spedizione scientifica si inoltra nella giungla per raggiungere un'isola inesplorata, la "Ruota verde". Il gruppo viene attaccato e Akim, per maggiore sicurezza, manda le scimmiette Zig e Ming al seguito dell'équipe. Le scoperte sull'isola sono stupefacenti: muri e spianate di cemento armato, cavi ad alta tensione, manufatti in plastica. Un trio criminale attacca i ricercatori, ma Akim sgomina la banda: lui e Jim, tuttavia, vengono catturati dal misterioso popolo che abita sottoterra. Il re della giungla scopre così che gli antichi Mizar possedevano già nell'antichità tecnologie moderne: decimati da una misteriosa malattia, furono però obbligati a rifugiarsi nelle caverne. |
| 5  | Gli uomini falco ottobre 1976               | Uno stabilimento minerario per l'estrazione di cuprite fa esplodere un fianco della montagna al cui interno vivono gli uomini-falco. Akim convince il loro Re, Tuan, a rinunciare ai propositi di vendetta, promettendo di riuscire ad allontanare l'impresa mineraria e di conservare così la segretezza in merito al regno sotterraneo. Promessa, che il re della giungla mantiene mostrando all'équipe un altro e più ricco giacimento di cuprite. |
| 6  | Morte nella laguna novembre 1976            | Akim salva la vita a Maruak, della tribù dei Sirt-wam: in seguito, si scopre che l'uomo è uscito dal suo territorio per munirsi di armi e avviare una guerra contro i Rag-Wam. La divisione in caste del regno dei Wam, dominati dal giusto Wanuk, viene messa in pericolo dal capo dei minoritari Sirt-wam Magol, che uccide il Re e prende il potere reprimendo ferocemente i Rag-Wam. Il figlio del sovrano, Aru, con l'aiuto di Akim riesce tuttavia a ottenere la resa dell'usurpatore e il ristabilimento dell'ordine nel regno. |
| 7  | I vikinghi dicembre 1976                    | Durante una spedizione a Maratai, Jim viene rapito dagli uomini del Raja di Ranghâ, che in cambio della libertà del ragazzo ottiene di essere accompagnato da Akim fino alla leggendaria "Isola delle nebbie", nell'oceano Indiano. Il re della giungla accetta e, sull'isola abitata dai vikinghi, incappa in una riunione sediziosa diretta da Mid, che sta architettando un piano per uccidere la principessa e suo padre, il Re. In cambio dell'aiuto fornito per smascherare in congiurati, Akim riceve il permesso di fare visitare per tre giorni l'isola al Raja di Ranghâ. |
| 8  | Appuntamento con la morte gennaio 1977      | Willy Sanders, appassionato di imprese estreme, attraversa la foresta da est a ovest a cavallo deciso a ritrovare l'amata Sakira, figlia del Re Mayura. Akim giunge in suo aiuto, e riesce a ricongiungerlo alla principessa. Il re della giungla conduce poi i due alla sua capanna nella giungla, dove convoca il Re e lo convince a cambiare le sue leggi e ad acconsentire alle nozze. |
| 9  | La fonte dell'eternità febbraio 1977        | La regina Lariah della tribù Khemal intende farsi cedere dai vicini Singap una piccola zona di terra nella zona del picco Rosso, ove sgorgherebbe la fonte della vita eterna. Per raggiungere il suo scopo, Lariah non disdegna i mezzi militari. Jim, preso prigioniero, fa conoscenza con Kela, la legittima erede al trono Khemal da due anni tenuta in cella. I due giovani fuggono e riescono a ricongiungersi ad Akim. Il re della giungla convince i Singap ad accettare la cessione della fonte, in realtà nulla più di una pozza di acqua vulcanica: la regina non esita perciò ad immergervisi ma finisce bollita, insieme al suo consigliere personale.                                            |
| 10 | Il sole nero marzo 1977                     | Una eclissi solare totale scatena il panico tra gli animali della giungla e nella tribù Kaik: la regina Sabida legge una profezia e si convince di dovere condurre il suo popolo a dominare su tutta la giungla. Accecata da quello che interpreta come un volere divino, Sabida imprigiona Rita, Jim e anche Akim, che viene rinchiuso nel Tempio dei misteri e qui riesce a sua volta a interpretare le tavole sacre. Una volta fuggito, il re della giungla riesce così ad architettare un artificio che ha successo nel ricondurre alla ragione la regina. |
| 11 | Il terrore viene con la pioggia aprile 1977 | Dopo essere sopravvissuto a una fucilata a tradimento nella "Palude della morte", Akim viene incaricato di ritrovare il genetista malese impazzito dottor Kalik. Nel corso della ricerca, il Re della giungla si imbatte in un villaggio devastato e nelle tracce di un'entità mostruosa. Giunto al centro della palude, scopre il laboratorio dello scienziato, che ha dato vita alla piovra gigante "Kalì". Nello scontro finale, la bestia si volge contro suo creatore e muore insieme a lui, Akim sopravvive e dà fuoco al laboratorio segreto. |
| 12 | ...                                         | ... |

## AKIM - Editrice Quadrifoglio (1980-1983)
Dal Giugno 1980 (n.49) al Luglio 1983 (n.84) la serie viene pubblicata dalle Edizioni Quadrifoglio.
- 49 — La città sommersa
- 50 — Genius e i super robot
- 51 — L'isola del dott. Xor
- 52 — L'uomo invisibile
- 53 — L'idolo dagli occhi di luce
- 54 — Falcon
- 55 — Genius colpisce ancora
- 56 — L'uomo venuto dallo spazio
- 57 — Spettri neri
- 58 — Il fiume delle nebbie
- 59 — Operazione Luna-Gold
- 60 — Diabolica congiura
- 61 — L'idolo robot
- 62 — Makron
- 63 — Gli uomini rettile
- 64 — L'agguato
- 65 — Doppio gioco
- 66 — Al di fuori del tempo
- 67 — Nel regno della magia
- 68 — Il mistero della maschera bianca
- 69 — La foresta dei funghi giganti
- 70 — Il fabbricante di mostri
- 71 — La valle segreta
- 72 — Rivolta nella giungla
- 73 — Il risveglio dei giganti
- 74 — Gli insetti invadono il mondo
- 75 — I sopravvissuti
- 76 — Il sosia
- 77 — Il pozzo della morte
- 78 — Axor, il pianeta dei diamanti
- 79 — La maledizione del faraone
- 80 — La palude nera
- 81 — Gli alberoidi
- 82 — L'inferno di sale
- 83 — La montagna della paura
- 84 — L'incredibile Terror

- Numero speciale — Terrore sulle nevi (supplemento al n.62 - Luglio 1981)